# Posudek státního zaměstnance

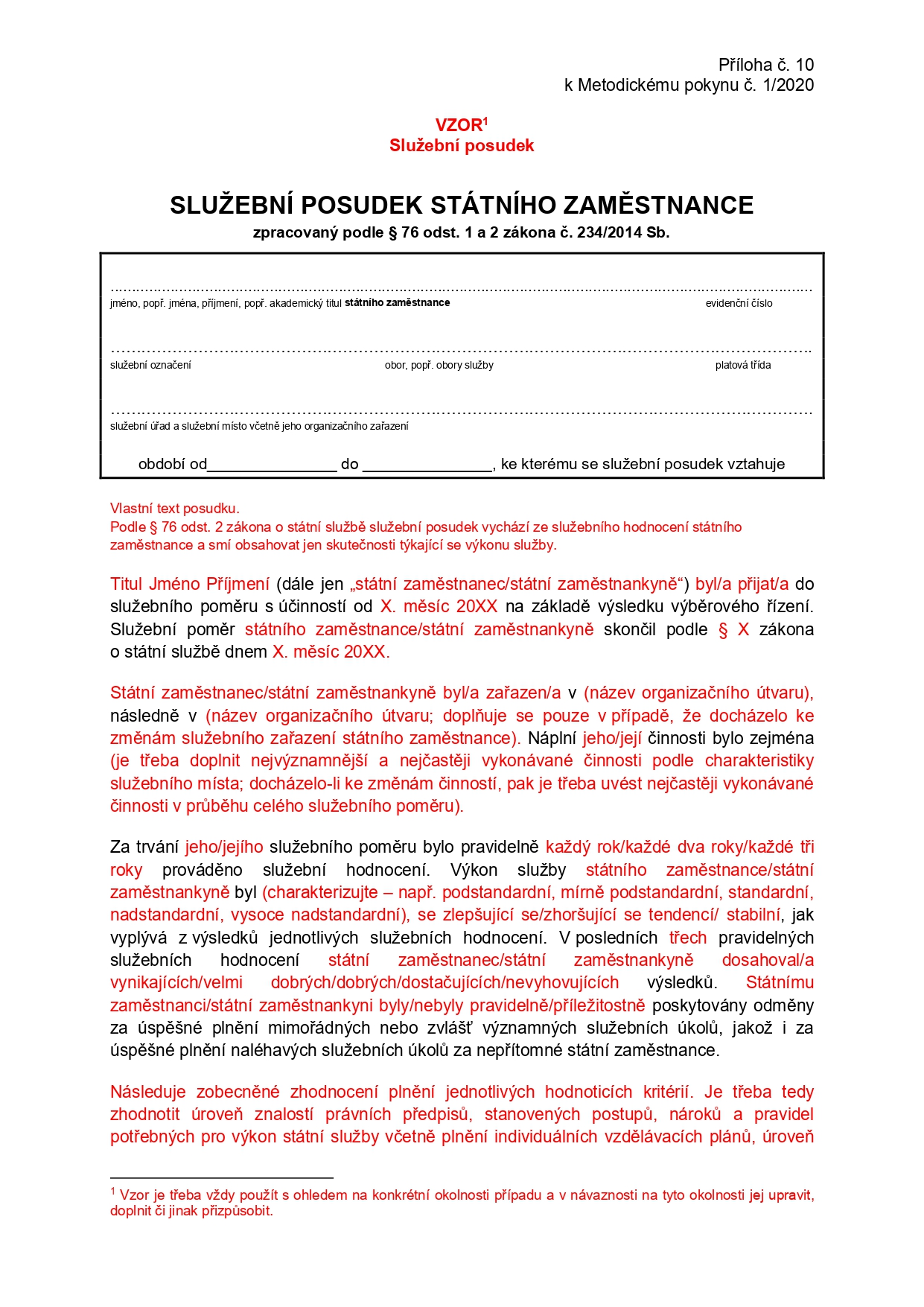

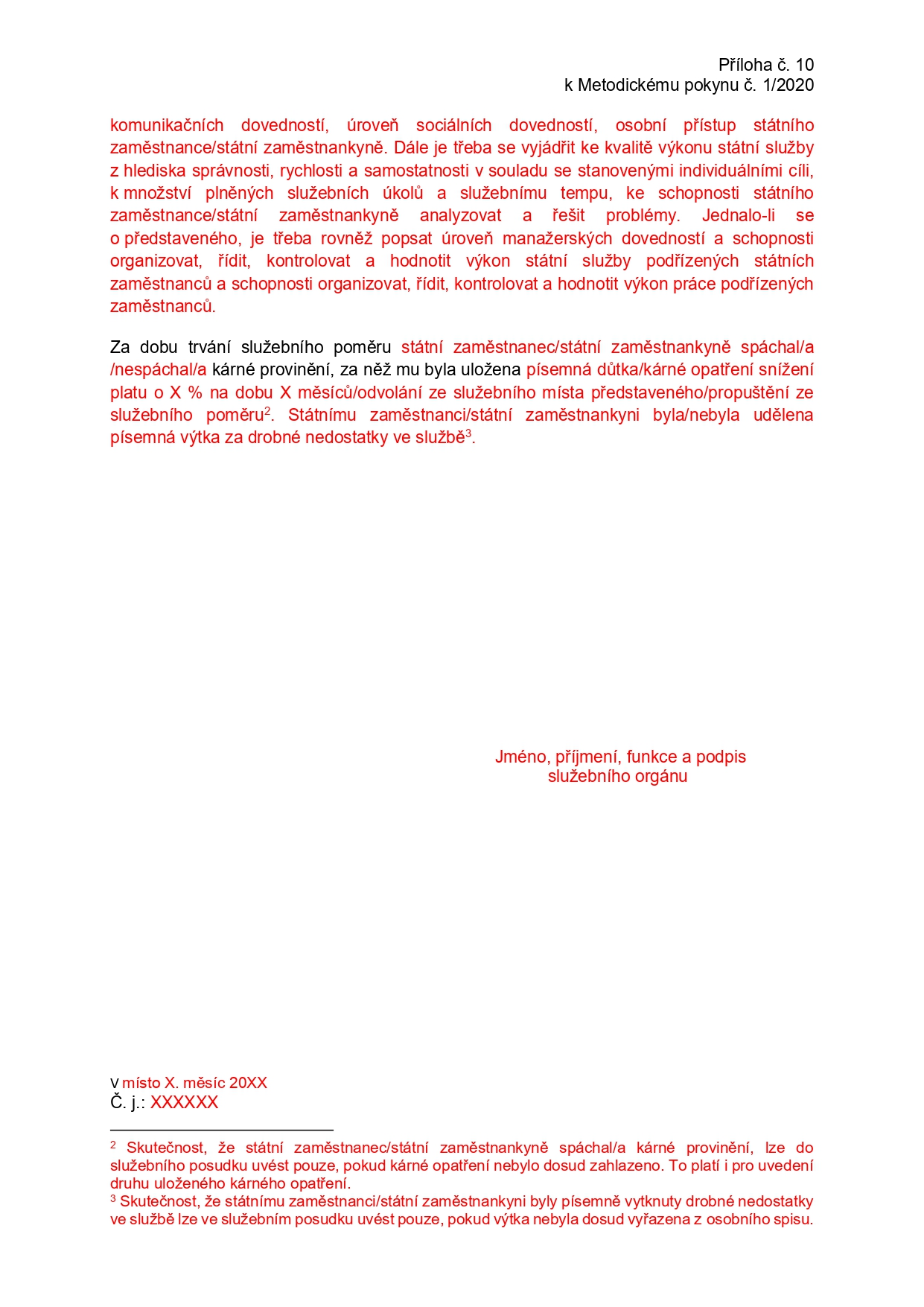

Posudek státního zaměstnance se vyhotovuje, když státní zaměstnanec odchází ze služebního poměru, to znamená že končí a přechází k jinému zaměstnavateli. státním zaměstnancem je myšlen zaměstnanec dle § 6 zákona č. 234/2014 Sb., o státní službě, ve znění pozdějších předpisů . Nejedná se o ozbrojené složky, ani o policii či hasiče. Tento zákon se vztahuje hlavně na úředníky.

## Povinnost vydat posudek
Vydání služebního posudku je obecně upraveno v § 76 zákona o státní službě takto: Služební orgán vydá státnímu zaměstnanci služební posudek; jinému jej nelze vydat.  Služební posudek vychází ze služebního hodnocení státního zaměstnance a smí obsahovat jen skutečnosti týkající se výkonu služby.

## Metodická podpora
Vzhledem k obecnosti zákonné právní úpravy vydal náměstek ministra vnitra pro státní službu metodický pokyn č. 1/2020 kterým se stanoví podrobnosti ke skončení služebního poměru a mimo jiné i podrobnosti k vydání služebního posudku.

## Obsah posudku a procesní postup
"Ačkoliv služební posudek vychází ze služebního hodnocení, ze samotné podstaty služebního posudku je zřejmé, že jeho časový rozsah, postihující celou dobu trvání služebního poměru, není, na rozdíl od služebního hodnocení, omezen pouze posledním, dosud nehodnoceným obdobím, a proto zahrnuje i skutečnosti, které toto období přesahují (týkají se celé doby trvání služebního poměru). Podmínkou však je, že se musí jednat o skutečnosti týkající se výkonu služby. Z tohoto důvodu nemůže služební posudek (ale ani potvrzení o službě v rámci údaje o době trvání služebního poměru) zahrnovat dobu, kdy státní zaměstnanec nebyl ve služebním poměru, byť by se jednalo o dobu trvání pracovního poměru, která se za podmínek stanovených v § 200 odst. 1 zákona o státní službě započítává do služebního poměru státního zaměstnance podle § 185 až 188 a § 190 až 192 zákona o státní službě.
Služební orgán vydá státnímu zaměstnanci služební posudek bez ohledu na skutečnost, zda bylo provedeno služební hodnocení státního zaměstnance. Této zákonné povinnosti se služební orgán nemůže zprostit, a to ani poukazem na absenci služebního hodnocení, jakožto podkladu pro vypracování služebního posudku. Vzhledem k tomu, že podle § 78 písm. a) zákona o státní službě je představený povinen řídit a kontrolovat výkon služby podřízenými státními zaměstnanci, průběžně hodnotit výkon služby státních zaměstnanců a podílet se na jejich služebním hodnocení, má služební orgán (i přes absenci služebního hodnocení) možnost obstarat nezbytné podklady pro vypracování služebního posudku v součinnosti s bezprostředně nadřízeným představeným (není-li sám tímto představeným), a proto služební posudek vypracuje na základě podkladů pro vypracování služebního hodnocení (průběžné hodnocení výkonu státní služby státního zaměstnance) a dalších skutečností obsažených v osobním spisu státního zaměstnance (písemné pochvaly za příkladnou službu, záznamy o přiznání věcných darů za příkladnou službu, rozhodnutí o odměně, písemné výtky a rozhodnutí o uložení kárného opatření za kárná provinění, nebyla-li zahlazena).
Služební posudek se zpracovává písemně. V souladu s § 158 správního řádu se na vydávání služebního posudku, coby na jiný správní úkon, vztahují ustanovení části čtvrté správního řádu, podle nichž lze přiměřeně použít i další ustanovení správního řádu, je-li jejich použití potřebné. Vzhledem k tomu, že [s přihlédnutím k § 153 odst. 1 zákona o státní službě a k čl. 4 odst. 6 písm. i) služebního předpisu náměstka ministra vnitra pro státní službu č. 6/2015, kterým se stanoví obsah osobního spisu státního zaměstnance a způsob jeho vedení] služební posudek patří mezi písemnosti, které jsou obsahem osobního spisu státního zaměstnance, musí být služební posudek rovněž označen číslem jednacím.
Ačkoliv v zákoně o státní službě není okamžik vystavení služebního posudku a potvrzení o službě explicitně vymezen, lze dovodit 49 , že tento okamžik je spojen se skončením služebního poměru, a proto by měl být služební posudek společně s potvrzením o službě vydán v den skončení služebního poměru, popř. bezprostředně po tomto dni50. Tím není dotčen postup podle čl. 5 odst. 5 KDVS51. Oba dokumenty se státnímu zaměstnanci předají zpravidla osobně, případně se doručí do datové schránky státního zaměstnance, má li datovou schránku zřízenu, nebo prostřednictvím provozovatele poštovních služeb.“

## Obrana proti nepravdivému posudku
Státní zaměstnanec může podat ve věcech výkonu služby a ve věcech služebního poměru, s výjimkou věcí podle § 159 odst. 2 písm. j), písemnou stížnost služebnímu orgánu. Stížnost státního zaměstnance vyřizuje podle jejího obsahu představený, který je státnímu zaměstnanci bezprostředně nadřízen, nebo služební orgán, není-li dále stanoveno jinak. Stížnost státního zaměstnance nesmí vyřizovat představený nebo služební orgán, vůči kterému stížnost směřuje; vyřizuje ji nadřízený představený nebo nadřízený služební orgán představeného nebo služebního orgánu, vůči kterému směřuje. Stížnost státního zaměstnance, který je služebním orgánem, vyřizuje nadřízený služební orgán. Stížnost státního zaměstnance musí být vyřízena písemně nejpozději do 30 dnů od jejího podání.
Podle § 158 zákona o státní službě státní zaměstnanec je oprávněn požádat o pomoc s řešením své stížnosti odborovou organizaci, radu státních zaměstnanců a ve věcech týkajících se bezpečnosti a ochrany zdraví při výkonu služby zástupce státních zaměstnanců pro bezpečnost a ochranu zdraví při výkonu služby.